# 法卡斯·米哈伊
法卡斯·米哈伊（匈牙利語：Farkas Mihály；1904年7月18日—1965年12月6日），犹太人，是匈牙利共产党中央政治局委员、中央副总书记，匈牙利国防部部长、大将，四人集团成员之一。

## 生平
1904年，出生于奥匈帝国包尔绍德-奥包乌伊-曾普伦州奥包乌伊桑托的犹太裔家庭。1919年，任科希策青年工人协会书记，1921年，加入捷克斯洛伐克共产党。1925年，被逮捕并判处六年半徒刑。刑满释放后赴莫斯科。
1932年，任青年共产国际驻柏林的负责人、驻西欧的最高代表。1936年，西班牙内战期间，参加国际纵队。1937年，被派到莫斯科任青年共产国际执行委员会第二书记。二战期间，参与创建科苏特广播电台。1944年，随苏联红军返回匈牙利，参与建立匈牙利共产党临时中央委员会。
1945年，为匈共中央委员、中央政治局委员、中央书记处书记、匈牙利临时国民政府内务部国务秘书，分管匈牙利共产党的组织、干部、行政管理以及经济和情报部门的工作。1946年，为匈牙利共产党中央委员会副总书记。1947年，任匈牙利共和国政府国务部长。1948年，任匈牙利人民共和国政府国防部长兼武装警察部队总司令，大将军衔。1950年，任国防委员会委员，在苏联的帮助下，建立匈牙利人民军、国家保安局、人民警察。1953年，任匈牙利劳动人民党中央宣传鼓动部部长。
1955年，被解除党内外一切职务，开除出中央委员会。1956年，被逮捕，判处有期徒刑6年，开除党籍、褫夺军衔。1957年，案件重审，被判处有期徒刑16年。1961年，被赦免后获释。1965年，在布达佩斯自杀身亡。